# Námafjall

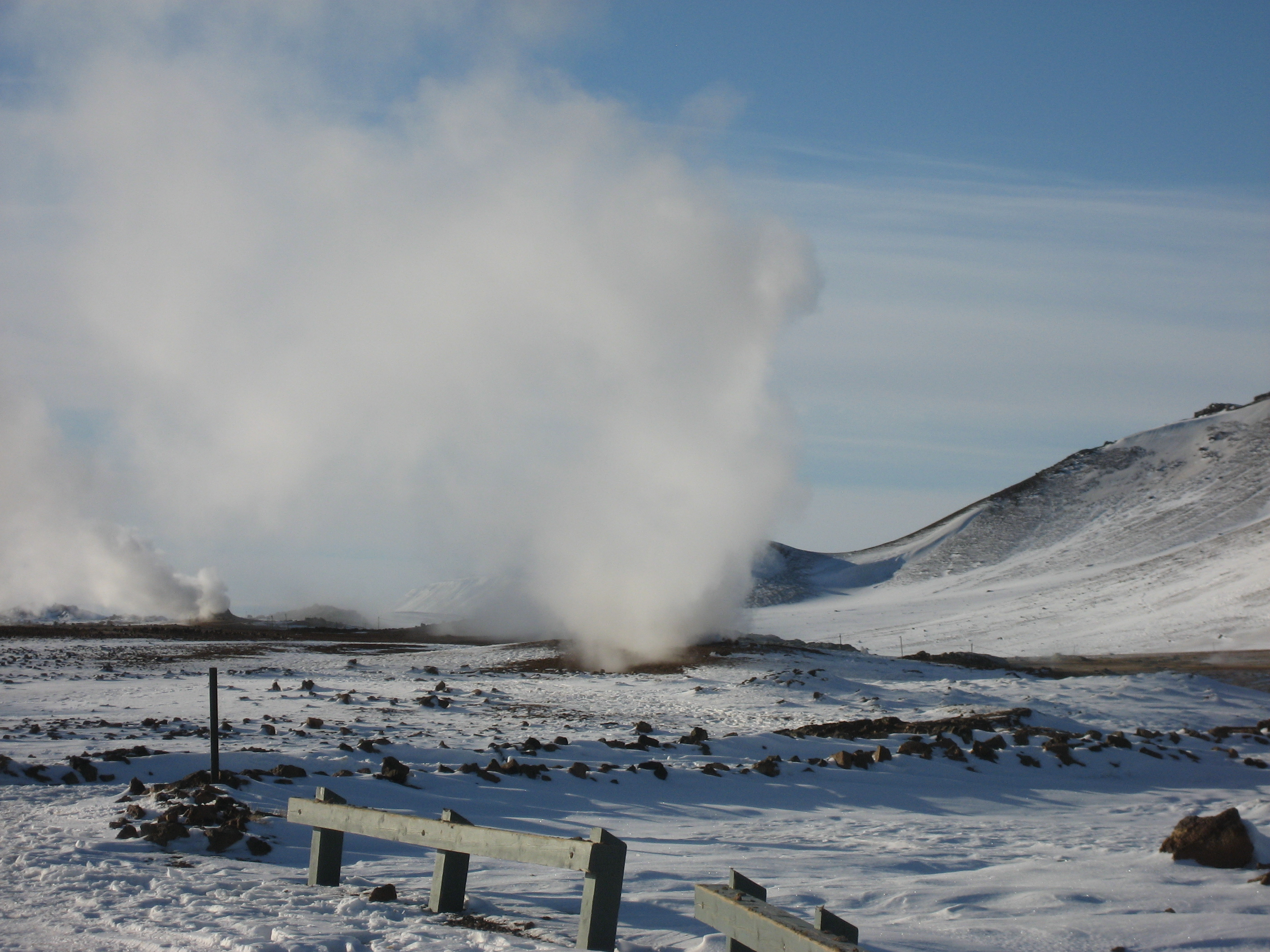
Hverarönd im Winter

Der Námafjall (Bergwerksberg) (482 m) ist ein Bergrücken in Island im Mývatn-Gebiet. Es handelt sich um einen aktiven Vulkan, der zum Vulkansystem der Krafla gehört.

## Vulkan

### Der Berg selbst
Der Vulkan ist bedeckt von Solfataren und Fumarolen. An seinem Fuß befinden sich sowohl auf der Westseite Richtung Reykjahlíð als auch auf seiner Ostseite Richtung Ódáðahraun und Möðrudalsöræfi Hochtemperaturgebiete.
Auf den Berg führen markierte Wanderwege. Vom Gipfel hat man eine gute Rundsicht, nicht nur über die Solfataren und Fumarolen der Gegend, sondern auch über den See Mývatn und die Wüste Möðrudalsöræfi.

### Geothermalkraftwerk Bjarnarflag
Im Hochtemperaturgebiet auf der Westseite ist das kleine Geothermalkraftwerk Bjarnarflag zu finden, welches das erste Geothermalkraftwerk Islands war. Man erkennt es an dem intensiv türkisfarbigen Überlaufsee, in dem die Leute früher, als er weniger heiß war, noch badeten. Hinter der ebenfalls dampfenden Kraterkette Jarðbaðshólar liegt, ca. 2 km von Bjarnarflag entfernt, ein Freibad, das das heiße Wasser der Gegend nützt: Jarðböðin.

### Hochtemperaturgebiet Hverarönd
Es handelt sich dabei um eines der bekanntesten Hochtemperaturgebiete Islands.
Hverarönd liegt auf der Ostseite des Berges Námafjall beim Pass Námaskarð, über den die Ringstraße vom Mývatn nach Egilsstaðir verläuft.
In dem Hochtemperaturgebiet gibt es Solfataren, also Stellen, an denen Wasserdampf, Schwefelwasserstoff, elementarer Schwefel und andere Mineralien aus der Erde austreten, sowie zahlreiche langsam oder heftig kochende Schlammtöpfe und Fumarolen.
Das Hochtemperaturgebiet wird in der Literatur und Reiseführern teilweise mit dem Namen des Berges, teilweise mit dem des Passes bezeichnet, eigentlich heißt das Solfatarenfeld aber Hverarönd.
Im Mittelalter wurde der elementare Schwefel für die Produktion von Schießpulver exportiert. Dieser Export über den Hafenort Húsavík dauerte bis in das 19. Jahrhundert an.
In 1000 m Tiefe wurden Temperaturen von über 200 °C gemessen.